# Bertrand Brocard
Pour les articles homonymes, voir Brocard.
 (décembre 2007).
Bertrand Brocard (né le 30 janvier 1953) est un producteur et développeur de jeux vidéo et de services internet français.

## Biographie
En 1983, avec Gilles Bertin il fonde Cobrasoft à Chalon-sur-Saône, une des premières sociétés françaises d'édition de jeux vidéo. En 1986 ce label est racheté par l'éditeur de jeux vidéo européen : Infogrames (aujourd'hui Atari).
Il poursuit son activité de production et de création en fondant le studio indépendant Hitech Productions qui développe des logiciels pour les principaux éditeurs (Infogrames, FIL, Loriciel, etc.), des jeux de rôles (Soirée noire) et des jeux de société (Les Ripoux).
En 1991, il prend la direction d'IWP, nouvelle filiale d’Infogrames chargée de la réalisation de titres CD-I produits par Philips où il sera la fois producteur, réalisateur - et auteur pour certains titres comme International Tennis Open.
En 1994, à la tête du Studio B (département multimédia ludo-éducatif d’Infogrames) il produit de plusieurs logiciels. À cette époque, il assure également un rôle de conseil, d'expertise, de formateur et d'organisateur d'évènements.
En 1997, il devient responsable du Studio InfoKids, chargé, au sein d’Infogrames Télématique, de la création et gestion de l'espace-jeunesse d'Infonie. Parallèlement il travaille sur le projet de création à Lyon d'une Cité du jeu vidéo et, dans le cadre de la préfiguration de ce projet, à la mise sur pied d'une exposition temporaire sur le même thème.
En 1999, avec son équipe, il quitte Infogrames pour créer avec Patrick Oster le service en ligne Kazibao, site Web et réseau social spécialisé pour le public des 6/18 ans. La société est introduite à la Bourse de Paris en juillet 2000 en plein période de la bulle Internet.
Il en assure la direction éditoriale et technique jusqu'en août 2001. À cette date la société est vendue à la marque de distributeur de vêtements Orchestra ; celle-ci souhaite par ce rachat étendre son activité dans le monde de l'enfance et s'introduire en bourse.
Ne partageant pas la vision du nouveau propriétaire Pierre Mestre, il revend ses parts pour créer Daoditu, société qui intervient dans le domaine de la communication interactive mais aussi dans celui de l'événementiel (cyber-cat.com). Les activités de son ancienne société Kazibao, une fois rachetée par Orchestra, cessent rapidement en janvier 2002.
Depuis 2002, il est Président de Daoditu, société installée à Chalon-sur-Saône.
En septembre 2007, il renoue avec la gestion d'un site communautaire en lançant un portail Internet de proximité vivre-a-chalon.com.
En 2016, il crée l'association CNJV (Conservatoire National du jeu Vidéo).

## Travaux
- Logiciels sur mico-ordinateur : Meurtre à grande vitesse, Meurtre sur l'Atlantique, Meurtres en série, Meurtres à Venise, Meurtres dans l'espace, La marque jaune (d'après E.P. Jacobs), Les Ripoux (d'après le film de C. Zidi), HMS COBRA, Maxi-Bourse, Full Métal Planète, Turlogh le rôdeur, Cessna over Moskow
- CD-i / Cédéroms : International Tennis Open, Le défi de César, Astérix, Marco polo, Shaolin's road, Le téléportachtroumpfs, Un indien dans la ville (d'après le film), Virtual books (10 titres), Euréka L'archimedia (4 titres), Atlas de l'Europe, Napoléon
- Divers
  - Jeu plateau : Les Ripoux édité par Schmidt
  - Inclassables : Collection de produits Gag-Soft, Disquette 189
  - Point.com : Outil de mise en relation et d'édition collaborative des professeurs utilisant le Nano-réseau (1988)
  - Pilote de dessin animé : La grande colère d'Obélix (7 min)
  - Télévision interactive : Télé-tennis
  - Internet : InfoKids, espace jeunesse d'Infonie, Kazibao, Contributiel, vivre-a-chalon.com
  - Evénementiel : Citimage, Mobilis, Cyber-Cat, Rêves nomades, Numéricube (en préparation)

## Ressources bibliographiques
- Amstar, n°26, Octobre-Novembre 1988, p. 108 et 109, « Cobra Soft : Vous avez dit passion ? » (Reportage), Catherine Viard
- Amstrad Cent Pour Cent, n°3, Avril 1988, p. 126 et 127, « Fait Divers », Léopold Braunstein
- Science et Vie Micro, n°66, Novembre 1989, p. 24, « Infogrames en crise » (news)
- Tilt, n°30, Avril 1986, p. 18, « Créateur du mois : Bertrand Brocard »
- Tilt, n°46, Octobre 1987, p. 20, « Bertrand rue dans les brocards » (interview), Nathalie Meistermann
- Micro News, n°20, Avril 1989, p. 8 à 10, « Brocard à Venise »